# 台場城東京

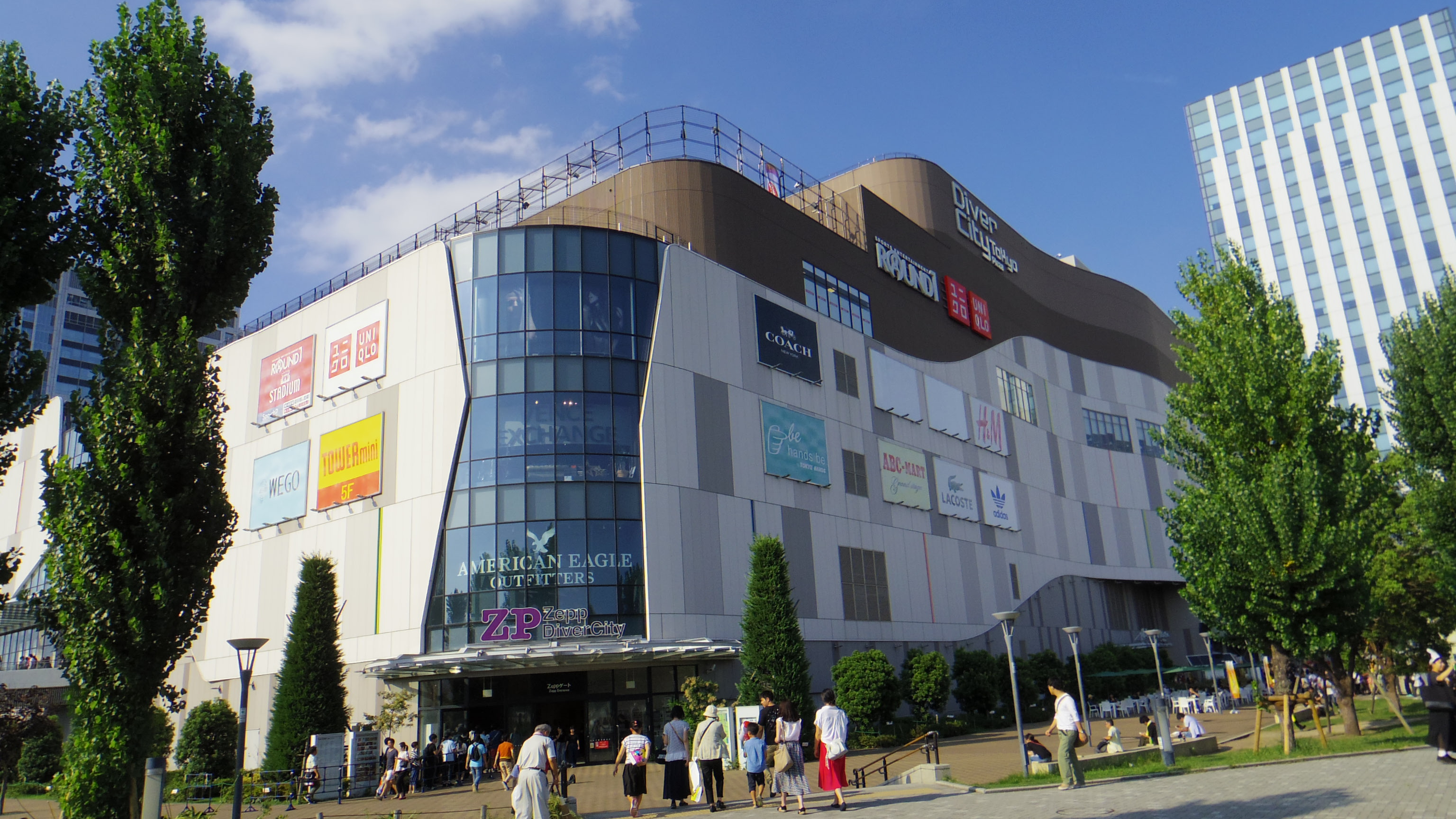
2017年8月27日攝

台場城東京（日语：ダイバーシティ東京）是位於日本東京都江東區青海的一座複合型商業設施和辦公樓，由三井不動產和產經大廈管理運營。建築內的商業和娛樂部分由三井不動產運營，辦公樓部分由產經大廈運營。台場城東京開業於2012年4月，在屋頂設有屋頂菜園。

## 外部連結
- ダイバーシティ東京 プラザ （页面存档备份，存于）